# Jasik (gmina Pale)
Jasik (cyr. Јасик) – wieś w Bośni i Hercegowinie, w Republice Serbskiej, w mieście Sarajewo Wschodnie, w gminie Pale. W 2013 roku liczyła 117 mieszkańców.